# Октомбери (Абхазия)
Октомбери (груз. ოქტომბერი) или Бариал (абх. Бариал) — село в Абхазии, в Гулрыпшском районе частично признанной Республики Абхазия, согласно административному делению Грузии — в Гульрипшском муниципалитете Абхазской Автономной Республики.

## Население
В 1989 году в селе жило 247 человек, большинство из которых грузины и армяне.